# Gibbovalva tricuneatella
Gibbovalva tricuneatella är en fjärilsart som först beskrevs av Edward Meyrick 1880.  Gibbovalva tricuneatella ingår i släktet Gibbovalva och familjen styltmalar. Inga underarter finns listade i Catalogue of Life.